# Sinuiju
Sinuiju er en by i det vestlige Nordkorea, med et indbyggertal (pr. 2006) på cirka 352.000. Byen ligger på grænsen til nabolandet Kina, byen har særlig status som region eller specielby med selvstyre, samtidigt er byen regionshovedstad for provinsen Nordpyongan.